# Patijála (stát)
Patijála (Patiala) byl knížecí stát podřízený Britské Indii, ležící na území Paňdžábu. Hlavním městem byla Patijála, stát měl rozlohu 15 390 km² a žilo v něm podle sčítání z roku 1931 1,6 milionu obyvatel.
Státu vládli mahárádžové sikhského vyznání, kteří odvozovali svůj původ od rodu Phulů, tradičních panovníků v Džaisalméru. Pevnost Patijála byla založena roku 1761, roku 1808 stát přijal britskou ochranu. Nejznámějším panovníkem byl Bhupinder Singh, dobrodruh a bonviván, známý jako kriketový reprezentant, sběratel šperků a luxusních automobilů a první Ind, který vlastnil osobní letadlo. V roce 1907 nechal ve státě vybudovat síť dráhy monorail. Stát patřil mezi 17-gun states, tzn. jeho panovník měl právo na pozdrav sedmnácti dělovými salvami. V Patijále platily indické známky, opatřené vlastním přetiskem.
Po odchodu Britů vytvořila Patijála s okolními knížectvími autonomní územní jednotku v rámci nezávislé Indie Patiala and East Punjab States Union, která se roku 1956 stala součástí státu Paňdžáb.

## Seznam mahárádžů
- 1761-1765 Ala Singh
- 1765-1781 Amar Singh
- 1781-1813 Sahib Singh
- 1813-1845 Karam Singh
- 1845-1862 Narendra Singh
- 1862-1876 Mahendra Singh
- 1876-1900 Rajinder Singh
- 1900-1938 Bhupinder Singh
- 1938-1947 Yadavindra Singh[3]